# Trifolium bolanderi
Trifolium bolanderi är en ärtväxtart som beskrevs av Asa Gray. Trifolium bolanderi ingår i släktet klövrar, och familjen ärtväxter. Inga underarter finns listade i Catalogue of Life.